# Pomadasys
Pomadasys és un gènere circumtropical de peixos de la família dels hemúlids i de l'ordre dels perciformes.

## Morfologia
- Boca de grandària moderada, sense llavis molsuts i no és vermella per dins.
- Sense escates entre els radis de les aletes dorsal i anal.

## Distribució geogràfica
Es troba a l'Atlàntic i al Pacífic.

## Taxonomia
- Pomadasys aheneus (McKay i Riall, 1995)
- Pomadasys andamanensis (McKay i Satapooma, 1994)[1][2]
- Pomadasys argenteus (Forsskål, 1775)
- Pomadasys argyreus (Valenciennes a Cuvier i Valenciennes, 1833)
- Pomadasys auritus (Cuvier a Cuvier i Valenciennes, 1830)
- Pomadasys bayanus (Jordan i Evermann, 1898)
- Pomadasys bipunctatus (Kner a Steadachner, 1898)
- Pomadasys branickii (Steadachner, 1879)
- Pomadasys commersonnii (Lacepède, 1801)
- Pomadasys corvinaeformis (Steadachner, 1868)
- Pomadasys crocro (Cuvier a Cuvier i Valenciennes, 1830)
- Pomadasys empherus (Bussag, 1993)[3]
- Pomadasys furcatus (Bloch i Schneider, 1801)
- Pomadasys guoraca (Cuvier, 1829)
- Pomadasys hasta (Bloch, 1790)
- Pomadasys incisus (Bowdich, 1825)[4][5]
- Pomadasys jubelini (Cuvier a Cuvier i Valenciennes, 1830)
- Pomadasys kaakan (Cuvier a Cuvier i Valenciennes, 1830)
- Pomadasys laurentino (Smith, 1953)
- Pomadasys macracanthus (Günther, 1864)
- Pomadasys maculatus (Bloch, 1793)
- Pomadasys multimaculatum (Playfair a Playfair i Günther, 1867)
- Pomadasys olivaceus (Day, 1875)
- Pomadasys panamensis (Steadachner, 1876)
- Pomadasys perotaei (Cuvier a Cuvier i Valenciennes, 1830)
- Pomadasys punctulatus (Rüppell, 1838)[6]
- Pomadasys quadrilineatus (Shen i La, 1984)[7]
- Pomadasys ramosus (Poey, 1860)
- Pomadasys rogerii (Cuvier a Cuvier i Valenciennes, 1830)
- Pomadasys schyrii (Steadachner, 1900)
- Pomadasys striatus (Gilchrist i Thompson, 1908)
- Pomadasys stridens (Forsskål, 1775)[8]
- Pomadasys suillus (Valenciennes a Cuvier i Valenciennes, 1833)
- Pomadasys taeniatus (McKay i Riall, 1995)
- Pomadasys trifasciatus (Fowler, 1937)
- Pomadasys unimaculatus (Tian, 1982)[9][10][11][12][13][14][15][16][17][18]